# Yogi și vânătoarea de comori
Yogi și vânătoarea de comori (engleză Yogi's Treasure Hunt) este un serial de animație produs de studioul Hanna-Barbera Productions, avându-l în distribuție pe Ursul Yogi. A avut premiera în sindicare târziu în anul 1985 ca parte a programului The Funtastic World of Hanna-Barbera.
Este ultimul desen în care Daws Butler îl joacă pe Yogi, înainte de moartea acestuia în 1988. Tema muzicală de început a serialului a fost făcută de Jon Bauman din trupa Sha-Na-Na.
În România, acest serial s-a difuzat pe canalul Boomerang, înainte disponibil doar în engleză iar din 2012 începând să se difuzeze dublat în română.

## Premis
Yogi și prietenii lui, Boo-Boo, Pădurarul Smith, Huckleberry Hound, Quick Draw McGraw, Augie Doggie, Doggie Daddy, Snagglepuss, Snooper și Blabber, străbat lumea în lung și în lat pe o corabie plutitoare în căutarea de comori ascunse prin diferite locuri. Iar Dick Dastardly și Muttley încearcă mereu să îi oprească pe aceștia să ajungă la comoară înaintea lor, prin trucurile lor murdare obișnuite.
Yogi și ceilalți sunt îndrumați de Super motanul, care mereu îi anunță când apare o nouă comoară, și de obicei dându-le ghicitori sub formă de indicii despre locurile pe unde ei trebuie să o iau pentru a ajunge la comoară.

## Episoade
| N/o       | Titlu român                                | Titlu englez                               |
| --------- | ------------------------------------------ | ------------------------------------------ |
|           |                                            |                                            |
| SEZONUL 1 |                                            |                                            |
|           |                                            |                                            |
| 01        | Mister în centrul pământului               | The Riddle in the Middle of the Earth      |
|           |                                            |                                            |
| 02        | Cărpăceală în Jungla Ecuatorială           | Bungle in the Jungle                       |
|           |                                            |                                            |
| 03        | Dracula nesătul                            | Countdown Drac                             |
|           |                                            |                                            |
| 04        | Reîntoarcerea lui El Kabong                | The Return of El Kabong                    |
|           |                                            |                                            |
| 05        | Ole, vikingul cu nasul roșu                | Ole the Red Nose Viking                    |
|           |                                            |                                            |
| 06        | Blestemul lui Tutti Frutti                 | The Curse of Tutti Frutti                  |
|           |                                            |                                            |
| 07        | Yogi și unicornul                          | Yogi and the Unicorn                       |
|           |                                            |                                            |
| 08        | Cazul diamantului dispărut                 | The Case of the Hopeless Diamond           |
|           |                                            |                                            |
| 09        | Cartea magică disparută a lui Merlin       | Merlin’s Lost Book of Magic                |
|           |                                            |                                            |
| SEZONUL 2 |                                            |                                            |
|           |                                            |                                            |
| 10        | Fiasco-ul din Beverly Hills                | Beverly Hills Flop                         |
|           |                                            |                                            |
| 11        | Urmăriți lingoul de aur                    | Follow the Yellow Brick Gold               |
|           |                                            |                                            |
| 12        | A fi sau a nu fi - asta e comoara          | To Bee or not to Bee. That is the Treasure |
|           |                                            |                                            |
| 13        | Planeta Murgatroyd                         | Heavens to Planetoid                       |
|           |                                            |                                            |
| 14        | Statuia de jad                             | Beswitched, Buddha’d, and Bewildered       |
|           |                                            |                                            |
| 15        | Nicăieri nu-i ca în nou                    | There’s No Place Like Nome                 |
|           |                                            |                                            |
| 16        | Marea comoară americană                    | The Great American Treasure                |
|           |                                            |                                            |
| 17        | Huckle Hero                                | Huckle Hero                                |
|           |                                            |                                            |
| 18        | Moima Lisa                                 | The Moaning Liza                           |
|           |                                            |                                            |
| SEZONUL 3 |                                            |                                            |
|           |                                            |                                            |
| 19        | Albă ca Zăpada și cei 7 vânători de comori | Snow White and the 7 Treasure Hunters      |
|           |                                            |                                            |
| 20        | Eroii lui Yogi                             | Yogi’s Heroes                              |
|           |                                            |                                            |
| 21        | Atacul doctorului Mars                     | The Attack of Dr. Mars                     |
|           |                                            |                                            |
| 22        | 20 000 de mile sub apă                     | 20,000 Leaks Under the Sea                 |
|           |                                            |                                            |
| 23        | La revedere, nătăflețule                   | Goodbye Mr. Chump                          |
|           |                                            |                                            |
| 24        | Ursul Yogi în direct                       | Yogi Bear on the Air                       |
|           |                                            |                                            |
| 25        | Yogi și vrejul de fasole                   | Yogi and the Beanstalk                     |
|           |                                            |                                            |
| 26        | Monstrul lăcomiei                          | The Greed Monster                          |
|           |                                            |                                            |
| 27        | Agentul secret                             | Secret Agent Bear                          |
|           |                                            |                                            |

## Legături externe
- Yogi și vânătoarea de comori la Internet Movie Database
- Yogi și vânătoarea de comori la Big Cartoon DataBase